# Цифровой след
Цифровой след (или цифровой отпечаток; англ. digital footprint) — это уникальный набор действий в Интернете или на цифровых устройствах. Во Всемирной паутине «интернет-след», также известный как «кибер-тень», «электронный след» или «цифровая тень», — это информация, оставленная в результате просмотра веб-страниц и сохраненная в виде куки. Термин обычно применяется к одному пользователю, но может также относиться к какой-либо коммерческой компании, организации или корпорации.
Существуют два основных типа цифровых следов: пассивные и активные. Пассивный цифровой след — это данные, собранные без ведома владельца. Пассивный цифровой след также называют выхлопными данными. Активный цифровой след появляется, когда пользователь намеренно публикует свои персональные данные, чтобы рассказать о себе на веб-сайтах и в социальных медиа. Пользователь может оставлять информацию намеренно или неосознанно; заинтересованные стороны пассивно или активно собирают эту информацию. В зависимости от объёма этой информации можно без усилий собрать много данных о пользователе с помощью простых поисковых систем.
Американский маркетолог Тони Фиш писал о возможных опасностях цифровых следов ещё в 2007 году. Анализ электронного следа, по мнению Фиша, позволит выяснить, что, как и почему покупают интернет-пользователи. В 2017 году исследовательница Каталин Фехер подметила в своей научной статье о личных онлайн-стратегиях, что пользователи оставляют после себя цифровые следы в онлайн-системах и новых медиа. Последствия этого могут быть непредсказуемы: как прежние, так и обновленные записи доступны в бесконечном цифровом настоящем. Фехер также подчеркивала, что «универсальные шаблоны персональных онлайн-стратегий подчинены в основном осознанным решениям, в результате чего пользователи сохраняют 70 % контроль над своими цифровыми следами. Однако оставшиеся 30 % действий в интернете пользователи совершают неосознанно, и это приводит к непредвиденным последствиям от кражи личных данных до похищения».

## Типы цифровых отпечатков
Пассивные цифровые следы могут храниться по-разному. В онлайн-среде след может быть зафиксирован в онлайн-базе данных. Этот след может включать в себе информацию об IP-адресах пользователя, например, дату создания IP-адреса и его перемещения в интернете. В оффлайн-среде след хранится в файлах, к которым администраторы могут получить доступ для просмотра действий, выполненных на компьютере. При этом узнать, кто выполнял действия, администраторы не могут.
Активные цифровые отпечатки также могут храниться по-разному. В онлайн-среде пользователь может сохранить цифровой след, когда он зайдет на сайт под зарегистрированным именем, например, чтобы опубликовать что-нибудь или внести правки. В оффлайн-среде след сохраняется в кейлоггере: логи показывают, кто и что делал на компьютере. Особенность кейлоггера в том, что он фиксирует любые изменения в буфере обмена. Пользователь может копировать пароли или делать скриншоты конфиденциальной информации, и все это затем попадет в кейлоггер.

## Вопросы конфиденциальности
Цифровые следы не являются цифровой идентичностью или паспортом, но содержимое цифрового следа и метаданные влияют на конфиденциальность, доверие, безопасность, цифровую репутацию и рекомендации в Интернете. Цифровой мир растет и интегрируется во множество аспектов жизни, так что авторское право и право на данные становятся важными. Цифровые следы — это спорный вопрос, поскольку здесь сталкиваются конфиденциальность и открытость. В 1999 году Скотт Макнили, главный исполнительный директор американской компании Sun Microsystems, говоря о конфиденциальности в Интернете, сказал: «У вас нет частной жизни. Смиритесь с этим!».
Заинтересованные стороны используют интернет-следы для кибер-тестирования, при котором интервьюеры исследуют онлайн-активность кандидатов. Правоохранительные органы тоже изучают цифровые следы — это позволяет получить информацию, которая недоступна без возбуждения уголовного дела. Кроме того, изучение цифровых следов помогает маркетологам узнать, какие продукты интересуют пользователя, и предложить ему новые товары на основе схожих интересов.
Социальные сети записывают действия пользователей, затем эти данные становятся потоком жизни. Это позволяет изучать интересы, социальные группы, поведение и местоположение пользователей. Многие социальные сети, например Facebook, собирают большой объём информации, которую можно использовать, чтобы воссоздать личность пользователя. Например, зная число друзей в социальной сети, можно предсказать, экстраверт он или интроверт.
Цифровой след можно использовать без ведома его владельца, чтобы узнать его демографические характеристики, сексуальную ориентацию, расу, религиозные и политические взгляды, характер и умственные способности. Рейтинги кредитоспособности, составленные под влиянием Facebook, судебные расследования против немецкого социолога Андрея Холма, рекламные письма американской компании OfficeMax или инцидент на границе с гражданкой Канады Эллен Ричардсон иллюстрируют, как могут использоваться и интерпретироваться цифровые следы пользователей. Лайфлоггинг — один из примеров неизбирательного сбора информации о жизни и поведении людей. Помешать отслеживать цифровой след возможно — для этого необходимо предпринять определённые меры. Цифровые отпечатки, составленные из публикаций и комментариев в социальных сетях, дают представление о собеседнике по ту сторону экрана и делают общение в интернете более безопасным.

## Влияние на работников
Пользователи очень часто в интернете ищут врачей, поэтому для медиков крайне важно поддерживать и беречь свой цифровой след. Исследование цифровых отпечатков позволило составить топ-10 сайтов урологических программ. Этот рейтинг, основанный на цифровой идентичности, может помочь бизнесу или наоборот навредить ему. Цифровой след влияет не только на медиков, и на любых пользователей, которые ищут работу. Работодатели, скорее всего, будут изучать цифровой отпечаток соискателей. Тем кандидатам, которые имеют плохой цифровой след или цифровой след, который недостаточно отражает их характер, придется побороться за работу.

## Влияние на подростков
Подростки, как и соискатели, должны учитывать значение цифрового следа. Так, приемные комиссии колледжей и потенциальные работодатели могут решить исследовать цифровые отпечатки абитуриентов и аккаунты возможных сотрудников. Подросткам будет проще добиться успеха, если они задумаются, что значит их цифровой след и как он влияет на их будущее. Скорее всего, те молодые люди, которые равнодушно относятся к своей цифровой тени, столкнутся с трудностями при поступлении в колледж или поиске работы. Цифровой след важен как для абитуриентов, так и для тех подростков, которые рассчитывают получить стипендию на обучение — их поведение в сети будут оценивать во время изучения заявок.

## Создание положительного цифрового следа
Опасности цифрового следа могут пугать и заставлять бежать из социальных сетей. Но, если хорошо подумать, цифровой отпечаток может принести пользу. Эксперты советуют не удалять свои аккаунты в попытке уйти с радаров, а создавать привлекательный цифровой след. Для этого существует несколько советов:
1. Исследуйте себя. Так вы поймете, какой цифровой след вы оставляете за собой и из чего он состоит[28][27].
2. Сначала думайте, потом публикуйте. Осознанный подход к цифровому следу означает дать себе время подумать о том, должно ли это быть частью вашей онлайн-идентичности. Эксперты говорят, что те, кто не учитывает все возможные последствия поведения в Интернете, могут столкнуться с трудностями при поиске работы[33].
3. Подчеркните свои лучшие качества. Известно, что работодатели и приемные комиссии вузов оценивают цифровые тени, так что кандидатам следует использовать это в своих интересах[30].